# Коко, Джеймс
Джеймс Коко (англ. James Coco, 21 марта 1930 — 25 февраля 1987) — американский актёр, номинант на премию «Оскар» за лучшую мужскую роль в фильме «Только когда я смеюсь» (1981).

## Биография
Уроженец Нью-Йорка, сын сапожника Феличе Коко и его супруги Иды Детестес Коко. Актёрскую карьеру он начал сразу после окончания школы. В 1957 году Коко дебютировал на Бродвее в постановке «Отель Парадизио», а в 1961 году получил свою первую профессиональную награду — премию «Оби» за роль в постановке «Луна в жёлтой реке». Его дальнейшие работы на театральных сценах Нью-Йорка также были отмечены положительными отзывами критиков, а также номинацией на престижную театральную премию «Тони».
На киноэкранах Коко появился в десятке картин, среди которых «Прапорщик Пулвер» (1964), «Конец дороги» (1970), «Скажи, что ты любишь меня, Джуни Мун» (1970), «Новый лист» (1971), «Человек из Ламанчи» (1972), «Маппеты захватывают Манхэттен» (1984), а также трагикомедия «Только когда я смеюсь», роль в котором принесла ему одновременно номинации на «Оскар», «Золотой глобус» и «Золотую малину».
В последние годы Коко был довольно активен на телевидении, где появился в сериалах «На пороге ночи», «Доктор Маркус Уэлби», «Остров фантазий», «Она написала убийство», «Маппет-шоу», «Лодка любви», «Кто здесь босс?» и «Сент-Элсвер», за роль в котором он получил премию «Эмми».
Джеймс Коко умер от инфаркта в Нью-Йорке 25 февраля 1987 года в возрасте 56 лет. Он похоронен на католическом кладбище Св. Гертруды в Нью-Джерси.